# Jeyland Mitchell
Jeyland Yahir Mitchell Baltodano (Limón, 24 settembre 2004) è un calciatore costaricano, difensore del Feyenoord e della nazionale costaricana.

## Caratteristiche tecniche
Gioca come difensore centrale.

## Carriera

### Club

#### Inizi
Mitchell è cresciuto nel settore giovanile del Limón, che ha lasciato nel 2021 per iniziare la sua carriera professionistica con il Guanacasteca. Ha debuttato il 13 ottobre nell'incontro di Primera División perso 3-1 contro il Municipal Grecia ed il 23 febbraio 2022 ha segnato il suo primo gol nel pareggio per 2-2 contro il Jicaral Sercoba.
Nel luglio del 2023 è stato ceduto al Municipal Liberia, ma dopo soli sei mesi ha cambiato nuovamente club firmando con l'Alajuelense.

#### Feyenoord
L'8 luglio 2024 si trasferisce in Europa firmando un contratto quinquennale con gli olandesi del Feyenoord.

### Nazionale
Ha debuttato con la nazionale costaricana il 3 febbraio 2024 nell'incontro amichevole vinto 2-0 contro El Salvador.
Il 21 marzo 2025 realizza la sua prima rete per la massima selezione costaricana nel successo per 0-7 in casa del Belize.

## Statistiche

### Presenze e reti nei club
Statistiche aggiornate al 7 giugno 2024.
| Stagione        | Squadra           | Campionato      | Campionato | Campionato | Coppe nazionali | Coppe nazionali | Coppe nazionali | Coppe continentali | Coppe continentali | Coppe continentali | Altre coppe | Altre coppe | Altre coppe | Totale | Totale | Totale |
| Stagione        | Squadra           | Comp            | Pres       | Reti       | Comp            | Pres            | Reti            | Comp               | Pres               | Reti               | Comp        | Pres        | Reti        | Pres   | Reti   |        |
| --------------- | ----------------- | --------------- | ---------- | ---------- | --------------- | --------------- | --------------- | ------------------ | ------------------ | ------------------ | ----------- | ----------- | ----------- | ------ | ------ | ------ |
| 2021-2022       | Guanacasteca      | PD              | 12         | 1          |                 | -               | -               |                    | -                  | -                  |             | -           | -           | 12     | 11     |        |
| 2022-2023       | Guanacasteca      | PD              | 13         | 0          |                 | -               | -               |                    | -                  | -                  |             | -           | -           | 13     | 0      |        |
| 2023-gen. 2024  | Municipal Liberia | PD              | 9          | 1          |                 | -               | -               |                    | -                  | -                  |             | -           | -           | 9      | 1      |        |
| gen.-giu. 2024  | Alajuelense       | PD              | 12         | 0          |                 | -               | -               |                    | -                  | -                  |             | -           | -           | 12     | 0      |        |
| 2024-2025       | Feyenoord         | ED              | 1          | 0          | CO              | 1               | 0               | UCL                | 7                  | 0                  | SO          | -           | -           | 9      | 0      |        |
| Totale carriera | Totale carriera   | Totale carriera | 47         | 2          |                 | 1               | 0               |                    | 7                  | 0                  |             | -           | -           | 55     | 2      |        |

### Cronologia presenze e reti in nazionale
| Cronologia completa delle presenze e delle reti in nazionale ― Costa Rica | Cronologia completa delle presenze e delle reti in nazionale ― Costa Rica | Cronologia completa delle presenze e delle reti in nazionale ― Costa Rica | Cronologia completa delle presenze e delle reti in nazionale ― Costa Rica | Cronologia completa delle presenze e delle reti in nazionale ― Costa Rica | Cronologia completa delle presenze e delle reti in nazionale ― Costa Rica | Cronologia completa delle presenze e delle reti in nazionale ― Costa Rica | Cronologia completa delle presenze e delle reti in nazionale ― Costa Rica |
| Data                                                                      | Città                                                                     | In casa                                                                   | Risultato                                                                 | Ospiti                                                                    | Competizione                                                              | Reti                                                                      | Note                                                                      |
| ------------------------------------------------------------------------- | ------------------------------------------------------------------------- | ------------------------------------------------------------------------- | ------------------------------------------------------------------------- | ------------------------------------------------------------------------- | ------------------------------------------------------------------------- | ------------------------------------------------------------------------- | ------------------------------------------------------------------------- |
| 2-2-2024                                                                  | San José                                                                  | Costa Rica                                                                | 2 – 0                                                                     | El Salvador                                                               | Amichevole                                                                | -                                                                         | 78’                                                                       |
| 31-5-2024                                                                 | San José                                                                  | Costa Rica                                                                | 0 – 0                                                                     | Uruguay                                                                   | Amichevole                                                                | -                                                                         |                                                                           |
| 6-6-2024                                                                  | San José                                                                  | Costa Rica                                                                | 4 – 0                                                                     | Saint Kitts e Nevis                                                       | Qual. Mondiali 2026                                                       | -                                                                         |                                                                           |
| 9-6-2024                                                                  | Saint George's                                                            | Grenada                                                                   | 0 – 3                                                                     | Costa Rica                                                                | Qual. Mondiali 2026                                                       | -                                                                         |                                                                           |
| 24-6-2024                                                                 | Inglewood                                                                 | Brasile                                                                   | 0 – 0                                                                     | Costa Rica                                                                | Coppa America 2024 - 1º turno                                             | -                                                                         |                                                                           |
| 28-6-2024                                                                 | Glendale                                                                  | Colombia                                                                  | 3 – 0                                                                     | Costa Rica                                                                | Coppa America 2024 - 1º turno                                             | -                                                                         |                                                                           |
| 2-7-2024                                                                  | Austin                                                                    | Costa Rica                                                                | 2 – 1                                                                     | Paraguay                                                                  | Coppa America 2024 - 1º turno                                             | -                                                                         |                                                                           |
| 5-9-2024                                                                  | San José                                                                  | Costa Rica                                                                | 3 – 0                                                                     | Guadalupa                                                                 | CONCACAF Nations League 2024-2025 - 1º turno                              | -                                                                         |                                                                           |
| 9-9-2024                                                                  | Città del Guatemala                                                       | Guatemala                                                                 | 0 – 0                                                                     | Costa Rica                                                                | CONCACAF Nations League 2024-2025 - 1º turno                              | -                                                                         |                                                                           |
| 11-10-2024                                                                | Paramaribo                                                                | Suriname                                                                  | 1 – 1                                                                     | Costa Rica                                                                | CONCACAF Nations League 2024-2025 - 1º turno                              | -                                                                         |                                                                           |
| 15-10-2024                                                                | San José                                                                  | Costa Rica                                                                | 3 – 0                                                                     | Guatemala                                                                 | CONCACAF Nations League 2024-2025 - 1º turno                              | -                                                                         | 64’ 79’                                                                   |
| 14-11-2024                                                                | San José                                                                  | Costa Rica                                                                | 0 – 1                                                                     | Panama                                                                    | CONCACAF Nations League 2024-2025 - Quarti di finale                      | -                                                                         | 18’ 46’                                                                   |
| 18-11-2024                                                                | Panama                                                                    | Panama                                                                    | 2 – 2                                                                     | Costa Rica                                                                | CONCACAF Nations League 2024-2025 - Quarti di finale                      | -                                                                         | 55’                                                                       |
| 21-3-2025                                                                 | Belmopan                                                                  | Belize                                                                    | 0 – 7                                                                     | Costa Rica                                                                | Qual. Gold Cup 2025                                                       | 1                                                                         | 58’                                                                       |
| 25-3-2025                                                                 | San José                                                                  | Costa Rica                                                                | 6 – 1                                                                     | Belize                                                                    | Qual. Gold Cup 2025                                                       | -                                                                         | 22’ 46’                                                                   |
| 7-6-2025                                                                  | Bridgetown                                                                | Bahamas                                                                   | 0 – 8                                                                     | Costa Rica                                                                | Qual. Mondiali 2026                                                       | -                                                                         |                                                                           |
| 10-6-2025                                                                 | San José                                                                  | Costa Rica                                                                | 2 – 1                                                                     | Trinidad e Tobago                                                         | Qual. Mondiali 2026                                                       | 1                                                                         | 41’                                                                       |
| 15-6-2025                                                                 | San Diego                                                                 | Costa Rica                                                                | 4 – 3                                                                     | Suriname                                                                  | Gold Cup 2025 - 1° turno                                                  | -                                                                         |                                                                           |
| 18-6-2025                                                                 | Arlington                                                                 | Costa Rica                                                                | 2 – 1                                                                     | Rep. Dominicana                                                           | Gold Cup 2025 - 1° turno                                                  | -                                                                         |                                                                           |
| 22-6-2025                                                                 | Paradise                                                                  | Messico                                                                   | 0 – 0                                                                     | Costa Rica                                                                | Gold Cup 2025 - 1° turno                                                  | -                                                                         | 65’                                                                       |
| Totale                                                                    |                                                                           | Presenze                                                                  | 20                                                                        |                                                                           | Reti                                                                      | 2                                                                         |                                                                           |

## Palmarès

### Club

#### Competizioni nazionali
- Supercoppa dei Paesi Bassi: 1

Feyenoord: 2024